# Claude Kurt Abraham
Claude Kurt Abraham (* 13. Dezember 1931 in Lorsch; † 4. Juni 2020 in Riverside) war ein deutsch-amerikanischer Romanist und Literaturwissenschaftler.

## Leben
Kurt Abraham war jüdischer Abstammung. Er wuchs an der südhessischen Bergstraße, in Lorsch und in Zwingenberg als einziges Kind von Sigmund und Johanna Abraham auf. Nach dem Novemberpogrom war das Wohn- und Geschäftshaus seiner Eltern in der Lorscher Kirchstraße 12 durch Plünderung und Zerstörung unbewohnbar geworden. Sein Vater und Großvater wurden am 15. November 1938 in das Konzentrationslager Dachau verschleppt. Kurt und seine Mutter mussten im jüdischen Gemeindehaus neben der durch Brand zerstörten und im Dezember 1938 abgebrochenen Synagoge wohnen. Nach Rückkehr des Vaters aus Dachau wurde der Achtjährige am 15. Januar 1939 zu einem Bruder der Mutter nach Paris geschickt. Kurts Eltern gelang erst nach dem Zwangsverkauf des Hauses am 18. April 1939 die Flucht nach Paris, wo die Familie für ein knappes Jahr im 10. Arrondissement lebte. Kurt ging dort zur Schule und erlernte schnell die französische Sprache. Nach dem Einmarsch der Wehrmacht in Frankreich zog die Familie nach Vichy, später nach Conchez-de-Béarn. Zur Tarnung seiner Herkunft nahm Kurt den Vornamen Claude und den Nachnamen Achard an. 1942 wurde die Familie im Lager Gurs, dann im Lager Rivesaltes interniert und von dort jeweils einzeln in das Sammellager Drancy gebracht. Claude gelang mit Hilfe des französischen Untergrundes die Flucht aus seinem Transport, während seine Eltern nach Auschwitz deportiert wurden und dort umkamen. Er kam nach Montintin (Château-Chervix) südlich von Limoges, von dort nach Bourganeuf (Département Creuse). Bei der Befreiung Frankreichs durch die Alliierten und nach dem Rückzug der Wehrmacht wanderte der damals zwölfjährige Claude zu Fuß mehrere hundert Kilometer durch Zentralfrankreich zu seinen beiden ebenfalls aus Deutschland geflohenen Großvätern nach Naillat. Mit seinem Großvater mütterlicherseits, Heinrich Wachenheimer aus Zwingenberg, ging er 1946 in die Vereinigten Staaten, wo er bei einer Tante und Cousine in Brooklyn aufgenommen wurde.
Claude, wie er sich weiterhin nannte, studierte von 1949 bis 1956 Romanistik an der University of Cincinnati und nahm am Koreakrieg teil. 1956 ging er an die Indiana University Bloomington und wurde 1959 promoviert. Er wechselte an die University of Illinois, war dort ab 1961 Assistenzprofessor und nahm mehrere Gastprofessuren wahr. 1964 wurde er als Associate Professor an die University of Florida berufen und 1970 zum Full Professor ernannt. Von 1975 bis zu seiner Emeritierung lehrte er an der Universität von Kalifornien in Davis. 1992 nahm er eine Gastprofessur an der Universität Paris III, Université Sorbonne Nouvelle an, 1996 an der Universität zu Köln. Dadurch kam er erstmals wieder nach Deutschland. Anlässlich der Rückkehr in seinen Geburtsort im Jahre 2001 wurde er als erster Träger mit dem Ehrenring der Stadt Lorsch ausgezeichnet. Am 26. Oktober 2018 wurden für ihn und seine Familie am ehemaligen Wohnplatz in Lorsch Stolpersteine verlegt. Claude überlebte seine Frau Marcia, eine Konzertpianistin, mit der er über 50 Jahre verheiratet gewesen war, um neun Jahre. Er starb am 4. Juni 2020 in seinem Haus in Riverside, Orange County, in Kalifornien.

## Veröffentlichungen
- Gaston d'Orléans et sa cour. Etude littéraire. Revised Edition. Chapel Hill 1964.
- The Strangers. The tragic world of Tristan l'Hermite. University of Florida Press, Gainesville 1966.
- (Hrsg.) Le bourgeois gentilhomme. Comédie-ballet. Prentice-Hall, Englewood Cliffs, N.J., 1966.
- Enfin Malherbe. The Influence of Malherbe on French Lyric Prosody, 1605–1674. University Press of Kentucky, Lexington 1971.
- Pierre Corneille. Twayne publishers, New York 1972.
- (Hrsg. mit anderen) Le Théâtre complet de Tristan L'Hermite. The University of Alabama Press, Alabama 1975.
- Jean Racine. Twayne Publishers, Boston, Mass. 1977.
- Tristan L'Hermite. Twayne, Boston, Mass. 1980.
- Norman satirists in the age of Louis XIII. Papers on French Seventeenth Century Literature, Paris und Seattle 1983.
- On the structure of Molière's comédies-ballets. Papers on French Seventeenth Century Literature, Paris, Seattle und Tübingen 1984.
- Actes de Davis. Madame de La Fayette. La Bruyère. La femme et le théâtre au pouvoir. Papers on French Seventeenth Century Literature, Paris, Seattle und Tübingen 1988.